# Kostolište
Kostolište (en húngaro: Egyházhely, alemán: Kirchenplatz) es una aldea en el distrito de Malacky en la Región de Bratislava en Eslovaquia occidental, cercano a la ciudad de Malacky, al noroeste de la capital eslovaca de Bratislava. Sus coordenadas 48°26′48″N 16°59′13″E, 157 m de altitud, superficie 16,83 km², 1150 habitantes (según censo del 31 de diciembre de 2009) y su densidad de 68,33 ab./km².

## Demografía
| Año        | 1994 | 2004     | 2014     | 2024     |
| ---------- | ---- | -------- | -------- | -------- |
| Población  | 853  | 1034     | 1340     | 2344     |
| Diferencia |      | +21,21 % | +29,59 % | +74,92 % |

| Año        | 2023 | 2024    |
| ---------- | ---- | ------- |
| Población  | 2259 | 2344    |
| Diferencia |      | +3,76 % |

## Personas destacadas
- Martin Benka, pintor